# Koroneia

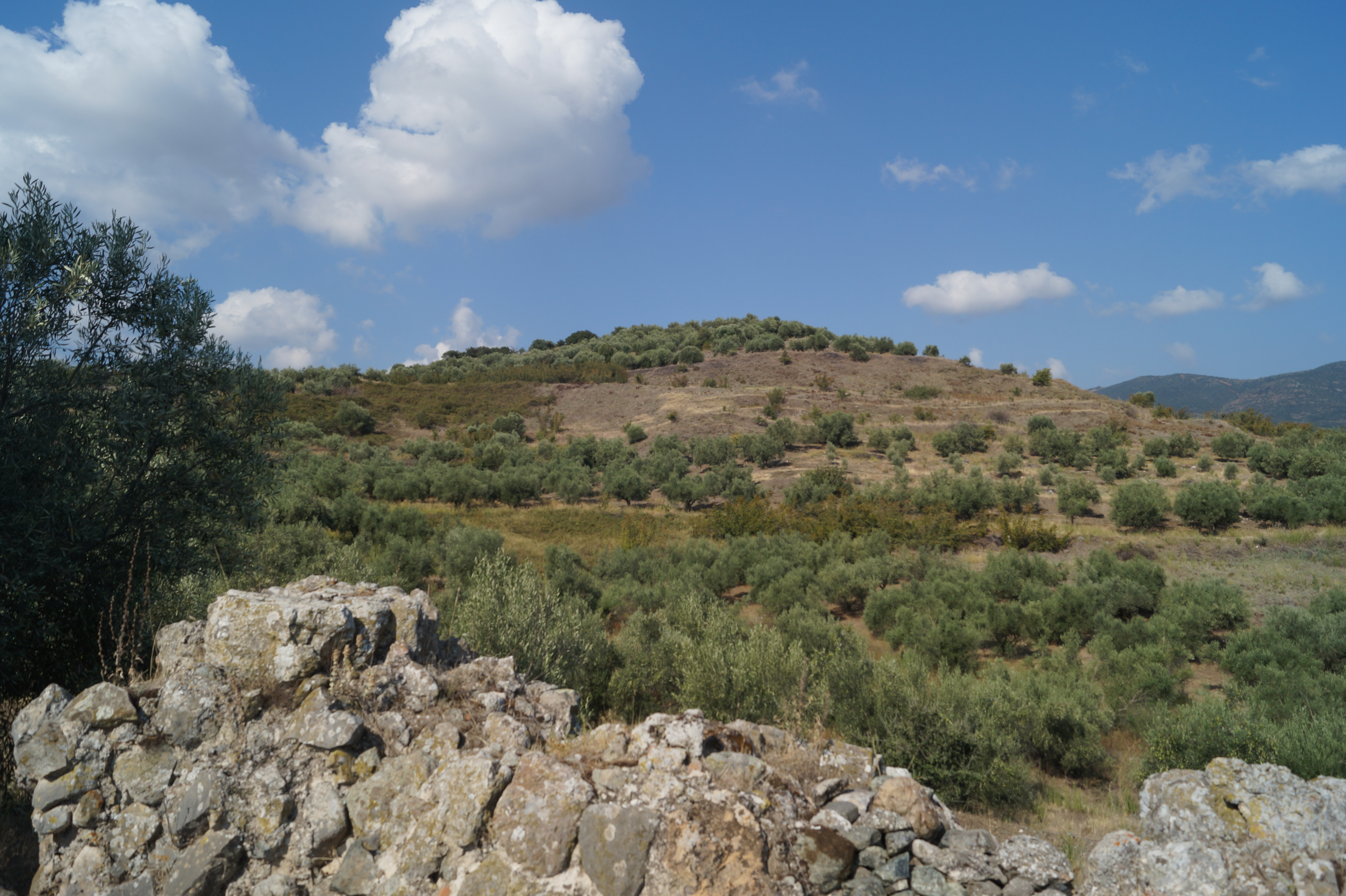
Akropolis von Koroneia

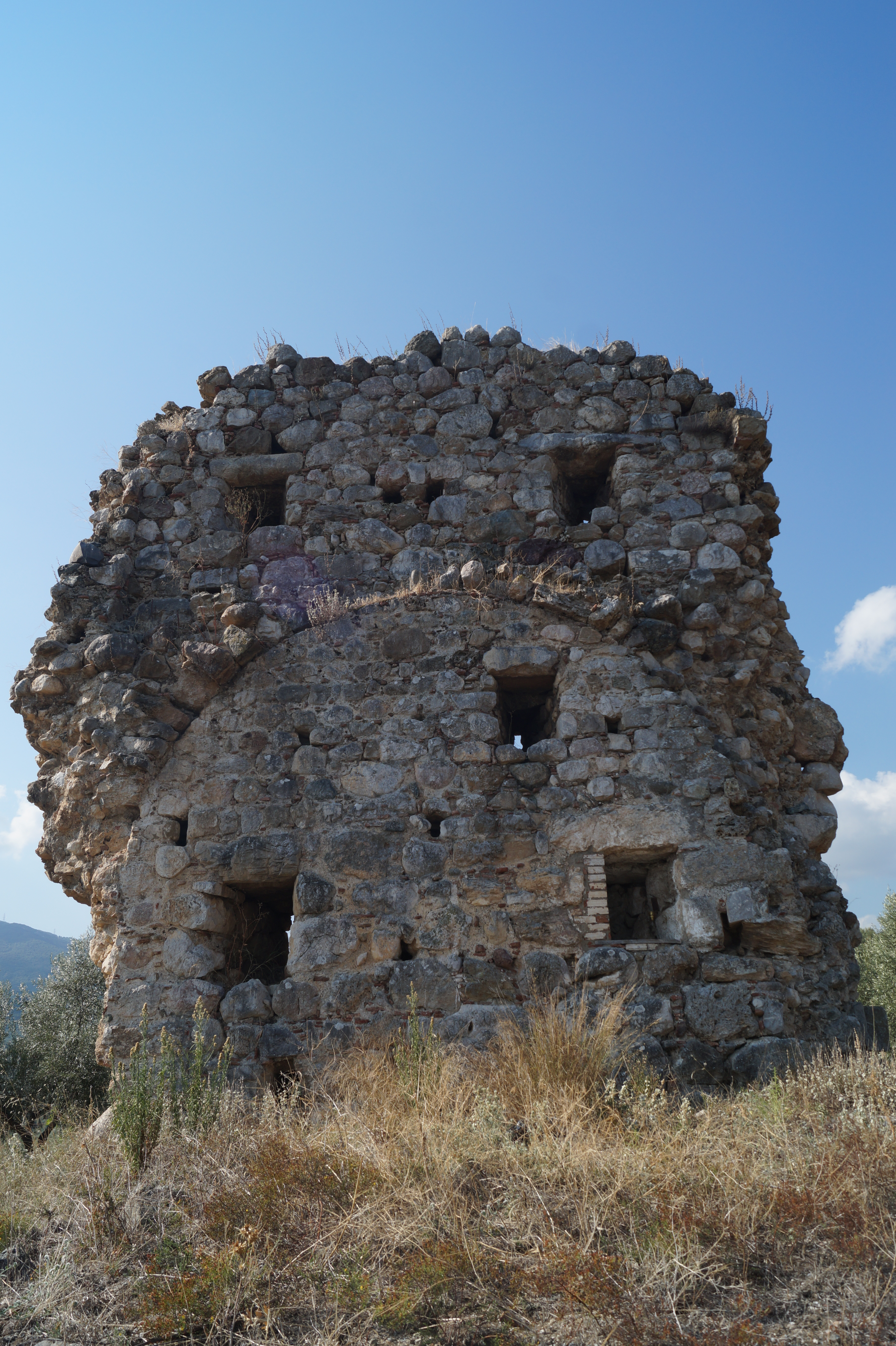
Mittelalterlicher Turm von Koroneia

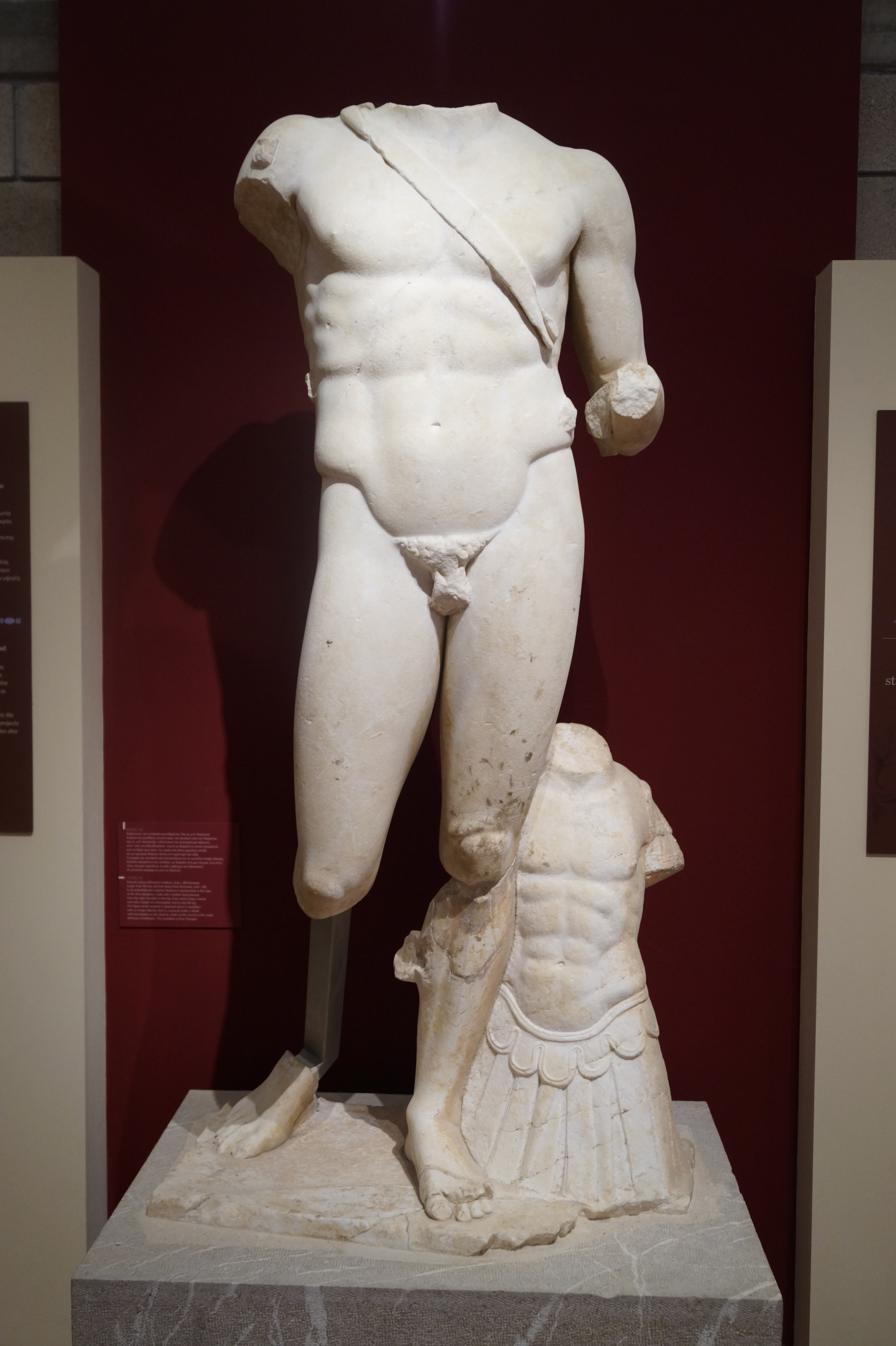
In Koroneia gefundene Statue von Kaiser Hadrian

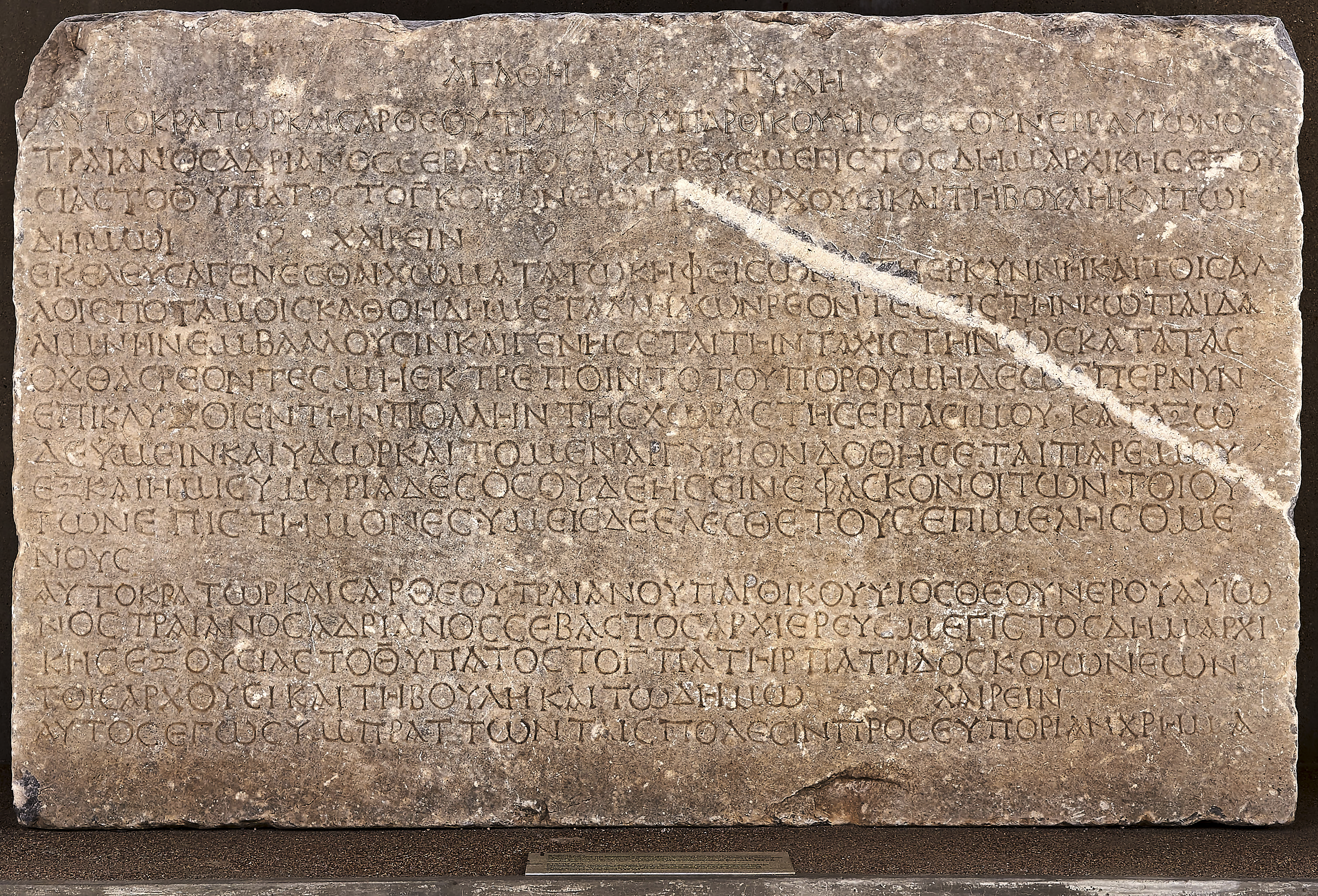
Inschrift SEG 32:460 aus hadrianischer Zeit

Koroneia (altgriechisch Κορώνεια; lateinisch Coronea und Coroneia) war eine antike Stadt in Böotien an den Nordabhängen des Helikongebirges, westlich des Kopaïs-Sees. Das Stadtgebiet grenzte im Norden an das von Lebadeia, im Nordosten an den See, im Osten an Haliartos, im Süden an Thisbe, im Westen an Phokis. Die Stadt gehörte zum Böotischen Bund und bildete innerhalb des Bundes einen Kreis mit den Städten Haliartos und Lebadeia, ohne jedoch eine besondere Rolle zu spielen. Vielmehr stand es unter der Hegemonie Thebens, dem es Heeresfolge leistete. Von historischem Interesse ist die Stadt unter anderem wegen der in ihrer Nähe geschlagenen Schlachten. So kam es 447 v. Chr. zur Ersten Schlacht von Koroneia zwischen den Böotiern und Athen und 394 v. Chr. zur Zweiten Schlacht von Koroneia gegen Sparta.

## Überlieferung
Nach der griechischen Mythologie adoptierte Athamas, der König von Böotien, die beiden Söhne des Thersandros Koronos und Haliartos. Als Athamas starb, gründete Koronos auf dem Teil des Landes, das er erbte, die Stadt Koroneia. Nach Homer nahm die Stadt als Teil des Kontingents der Böotier am Trojanischen Krieg teil. 60 Jahre nach dem Krieg gründeten Siedler aus dem thessalischen Arne auf dem Gebiet von Koroneia die Stadt Arne und unterhalb von Koroneia den Tempel der Athena Itonia. Ab dem 6. Jahrhundert v. Chr. war Koroneia Mitglied im Böotischen Bund. Zwischen 550 und 480 v. Chr. prägte es eigene Münzen.
456 v. Chr. geriet Koroneia in die Abhängigkeit von Athen. Im Jahre 447 v. Chr. siegten die Böotier dort in der Schlacht von Koroneia über die Athener unter dem Feldherrn Tolmides, der dabei ums Leben kam. Während des Peloponnesischen Kriegs (431 – 404 v. Chr.) war Koroneia mit Sparta verbündet. Kurze Zeit später im Korinthischen Krieg, der Böotische Bund war aufgelöst, war es Gegner von Sparta. In der Zweiten Schlacht von Koroneia im Jahr 394 v. Chr. schlug in ihrer Nähe Sparta unter König Agesilaos Theben und dessen Verbündete, unter anderem Argos und Athen. Der Böotische Bund wurde erneuert, jedoch 386 v. Chr. mit dem Antalkidasfriede wieder aufgelöst und Koroneia wurde selbstständig. Diese Selbstständigkeit währte jedoch nicht lange. Schon 379 v. Chr. wurde der Böotische Bund, der von dem mächtigen Theben dominiert wurde, neu gegründet. 371 v. Chr. sammelte der Spartaner Kleombrotos I. seine Armee vor der Schlacht bei Leuktra bei Koroneia. Nachdem Theben die Schlacht für sich entschied, wurde Epimelides von Koroneia ausgewählt, um die Kämpfer aus Messenien zurückzuführen. Er soll hier die Stadt Koroneia gegründet haben, die die Messenier jedoch Koroni nannten. Während des Dritten Heiligen Kriegs eroberte 353 v. Chr. der Phoker Onomarchos Koroneia. Ein Jahr später kam es bei Koroneia zu einem Kampf zwischen Phokern und Böotiern, in dem die Böotier siegten. 346 v. Chr. belagerte Philipp II. von Makedonien die Stadt. Er konnte sie jedoch nicht einnehmen und war gezwungen sie an Theben anzutreten. Lachares, der gestürzte Tyrann von Athen, wurde 294 v. Chr. in Koroneia ermordet.
Wegen seiner antirömischen Haltung wurde Koroneia 196 v. Chr. von dem römischen Heerführer Titus Quinctius Flamininus erobert und war verpflichtet 30 Talente an Rom zu entrichten. Im Römisch-Syrischen Krieg zwischen Rom und Antiochos III. von 192 bis 188 v. Chr. stand die Stadt auf Seiten Antiochos’, wurde 191 v. Chr. von Manius Acilius Glabrio belagert, bestraft und schließlich geplündert. Dennoch stand es auch in der Auseinandersetzung zwischen Perseus und Rom Perseus bei und leistete der von Rom belagerten Stadt Haliartos Hilfe. Der römische Konsul Publius Licinius Crassus eroberte die Stadt daraufhin und verkaufte die meisten Einwohner in die Sklaverei. Im folgenden Jahr wurde die Stadt nach einer Beschwerde beim römischen Senat wiederhergestellt, der Verkauf ihrer Einwohner rückgängig gemacht.
Unter römischer Herrschaft verlor die Stadt an Bedeutung und muss zu Strabons Zeit schon weitgehend verlassen gewesen sein, bevor sie sich in hadrianischer Zeit wieder erholte. Bei dem schweren Erdbeben des Jahres 551 wurde – wie viele Städte Böotiens – auch Koroneia zerstört. Der Zeitpunkt ihres Endes ist unbekannt. Vom 10. bis zum 12. Jahrhundert wird es noch als Suffraganbistum im Bistum Athen geführt. Es soll jedoch im 12. Jahrhundert zu einem elenden Flecken herabgesunken sein.

### Beschreibung der Stadt
Nach Strabon lag Koroneia auf einer Anhöhe am nördlichen Abhang des Helikons. In der Ebene nördlich der Stadt mündete der Kifisos in den Kopaïs-See. Westlich der Stadt floss der Phalaros und östlich der Koralios, der auch Kuarius genannt wurde. Beide Flüsse mündeten nördlich in den Kifisos. An Denkmälern erwähnt Pausanias einen Altar des Hermes Epimelios und einen Altar der Winde auf der Agora und in deren Nähe einen Tempel der Hera, deren – wohl archaisches – Kultbild auf der Hand Sirenen hielt und von einem Bildhauer namens Pythodoros aus Theben stammte. Berühmt war das Heiligtum der Athena Itonia in unmittelbarer Nähe der Stadt. Es war das kultische Zentrum des Böotischen Bundes und Veranstaltungsort der Pamboiotia, des für den boiotischen Monat Pamboiotios namengebenden Bundesfestes. Pausanias sah hier zwei Bronzestatuen des Agorakritos die Athena und Zeus darstellten. Außerdem sah er Statuen der Chariten. Nach Strabon stand hier neben der Athena eine Statue des Hades.
In der Nähe der Stadt befand sich auch ein Tempel des Koronos, des eponymen Gründungsheros.

## Erforschung
Erste Reisende besuchten schon im 19. Jahrhundert Koroneia. Edward Dodwell berichtet, dass es hier einen Turm gibt, der Borniaros genannt wird. Von diesem mittelalterlichen Turm steht heute nur noch die südliche Mauer aufrecht. Etwa 300 m westlich des Turmes lag die Akropolis von Koroneia. Hier sah Conrad Bursian ein Teil einer polygonalen Mauer. Östlich der Akropolis entdeckte er die Reste eines kleinen dorischen Tempels und etwas unterhalb des Theaters.
1920 fand Nikolaos Papadakis etwa 4 km westlich der Akropolis im Kloster Agii Taxiarches drei Marmorplatten mit Inschriften aus hadrianischer Zeit. Sie stammten ursprünglich aus dem Heiligtum des Herakles Charops bei Koroneia und wurden hier später als Baumaterial verwendet. Sie gerieten jedoch wieder in Vergessenheit, bis sie 1973 von John M. Fossey wiederentdeckt und 1982 veröffentlicht wurden. Von 1971 bis 1972 legte der Archäologe Theodoros Spyropoulos etwa 700 m nordöstlich der Akropolis zwei Tempel und ein Schatzhaus frei. Er vermutete, dass es sich hierbei um das Heiligtum der Athena Itonia handelt.
In den Jahren 2009 und 2010 wurde unter der Leitung von John Bintliff eine umfangreiche Geländebegehung vorgenommen. Hierbei wurden Planquadrate von 20 × 20 m von jeweils zwei Studenten begangen, wobei einer in Nordsüd- und der andere in Westostrichtung auf 20 Bahnen von einem Meter breite lief. So wurden insgesamt 921 Planquadrate und somit etwa 37 ha begangen. Manche Bereiche wie steiles oder überwuchertes Gelände wurde ausgespart. Es wurde die Oberflächendichteverteilung der Keramik ermittelt und markante Keramikscherben eingesammelt. Zusätzlich wurde eine Oberflächensichtbarkeitsmessung durchgeführt. 2011 wurden an verschiedenen Orten Grabungen und von 2011 bis 2012 geologische und geomorphologische Untersuchungen durchgeführt. Geomagnetische Vermessung erfolgte 2014–2015. Chiara Piccoli von der Universität Leiden erstellte aufgrund der Forschungsergebnissen ein virtuelles Modell von Koroneia.